# Dithecodes distracta
Dithecodes distracta är en fjärilsart som beskrevs av Walker 1861. Dithecodes distracta ingår i släktet Dithecodes och familjen mätare. Inga underarter finns listade i Catalogue of Life.